# Ogjän Thinlä Dordže
Ogjän Trinlä Dordže (* 26. června 1985), (tib.ཨོ་རྒྱན་འཕྲིན་ལས་རྡོ་རྗེ། wilie O-rgyan 'Phrin-las Rdo-rje; nebo ཨུ་རྒྱན་འཕྲིན་ལས་རྡོ་རྡྟེ་ wilie= U-rgyan 'Phrin-las Rdo-rje; anglicky psáno Orgyen Trinley Dorje či Ugyen Trinley Dorje apod.) byl rozpoznán Tai Situ rinpočhem jako 17. karmapa linie Karma Kagjü, jedné z nejznámějších škol tibetského buddhismu.

## Ogjän Thinlä Dordže

### Narození
J. S. XVII. Gjalwang Karmapa se narodil v Lhatok (východní Tibet), který je oblastí nomádů o názvu Bakor. Před narozením karmapy přiletěl pěkný jestřáb, jakého nikdo v tomto okolí neviděl, usedl na střechu stanu rodičů a vydal ze sebe podivné zvuky. Jiného dne přiletěla kukačka a zazpívala překrásnou píseň. Po narození karmapy se kukačka znovu objevila a zpívala ještě déle. Třetí den později byl slyšen zvuk tibetských mušlí, činelů a trubek gjalingami, kolem slunce se také objevila duha. Pro místní obyvatelé tyto znaky znamenaly potvrzení, že toto dítě je výjimečné.

### Vyhledání XVII. inkarnace
Když karmapa ukončil čtyři roky, Amdo Palden rinpočhe ho poprosil, aby navštívil jeho klášter a nabídl mu nauky, které by zde mohl studovat. Mnichové, když uviděli, jak je chlapec výjimečný, zhotovili pro něho trůn. V dubnu 1992 J. S. opustil na vlastní žádost klášter Kalek a zamířil ke svým rodičům. Naléhal na svou rodinu, ať se přesune o měsíc dříve z zimního tábora do letního. Díky tomu skupina, která byla vyslána z kláštera Tsurphu na vyhledání XVII. inkarnace karmapy, ho nalezla v místě Bakor které ve své předpovědi popsal J. S. XVI. karmapa a kterou uviděl ve svém dokonalém vhledu J. S. XIV. dalajláma.

### Intronizace XVII. karmapy
Den před příjezdem mnichů z Tsurphu, karmapa zabalil své věci a pronesl ke své matce: „ Teď se již mohu vrátit do svého kláštera". 15. června 1992 roku, jeho svátost XVII. karmapa vstoupil do kláštera Tsurphu, kde ho přivítal několikatisícový nadšený dav lidí. 30. června J. S. dalajláma udělil oficiální schválení karmapy. 27. září se uskutečnila intronizace XVII. karmapy v klášteře Tsurphu roku 1992. Dva dni později vede J. S. poprvé oficiálně veřejnou ceremonii a udělení abhišeky Avalókitéšvary pro dvacet tisíc přítomných žáků. Od tohoto momentu XVII. Karmapa žil v Tsurphu. Čínská lidová republika v té době omezila jeho nauky a učení dharmy od mistrů linie.

### Útěk
Proto se karmapa v té době čtrnáctiletý, rozhodl opustit Tibet. 28. prosince 1999 roku, tajně opustil Tsurphu, po vyčerpávajícím útěku se konečně 5. ledna 2000 objevuje znenadání v Dharamsale u J. S. XIV. dalajlámy k velké radosti všech přítomných. Od tohoto okamžiku až do dnešních dnů J. S. XVII. karmapa pobývá blízko Dharamsaly v klášteře Gjuto, který obdržel od XIV. dalajlámy.

### Studium a aktivita
Karmapa prohlubuje studia pod dohledem mistrů linie kagjü: J.E. Tai Situ Rinpoče, J.E. Gjaltsab Rinpoče, ctihodný Thrangu Rinpoče (hlavní učitel), J.E. Sangje Njenpa Rinpoče, ctihodný Bokar Rinpoče, ctihodný Tenga Rinpoče(dnešní učitel XVII. karmapy), ctihodný Khenpo Tsultrim Gjamtso Rinpoče a jiní. V devíti letech ukončil učení nazpaměť přes 200 stran modliteb a invokací, znal už také nazpaměť několik set stran všech hlavních tanter linií. Od 11. roku se učil tradiční dialektiku a umění duchovních diskusí. J. S. XVII. karmapa v dnešní době uděluje nauky, veřejné audience a dalších mnoho duchovních a kulturních aktivit dharmy.

### XVII. karmapa na Západě
V roce 2008. 15. května – 2. června XVII. karmapa poprvé navštěvuje západní svět a to Spojené státy americké. Na toto první setkání čekalo mnoho oddaných žáků a studentů J. S. XVII. karmapy Ogjän Thinlä Dordžeho 

### Spor o následnictví v linii
Již mnoho let probíhá tzv. spor o 17. karmapu, kdy odpůrci Ogjän Thinlä Dordžeho odmítli uznat jako inkarnaci 16. karmapy a považují za 17. karmapu Thinlä Thajä Dordžeho.